# Asteroide di tipo S
Gli asteroidi di tipo S sono di una composizione pietrosa costituita principalmente da silicati, da cui quindi il nome, ed occupano il 17% della popolazione totale.

## Caratteristiche

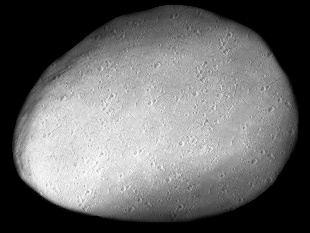
Modello di Eunomia, rappresentante degli asteroidi di tipo S

Questo gruppo di asteroidi è moderatamente luminoso, con un'albedo che varia da 0,10-0,22. Occupano generalmente la parte interna della fascia asteroidale, ad una distanza di 2,2 UA, diventano meno comuni nella fascia centrale a circa 3,0 UA, e rari nella fascia esterna.
Il loro spettro è sensibile alla lunghezza d'onda di 0,7 µm, un po' meno a quelle attorno a 1 µm e a 2 µm. Il valore 1 è indicativo per la presenza di silicati; spesso c'è una vasta caratteristica per un assorbimento poco profondo concentrata a 0,63 µm.
La composizione di questi asteroidi è molto simile a quella di alcune meteoriti rocciose che presentano le stesse caratteristiche spettrali.
15 Eunomia è il maggior rappresentante della categoria, con i suoi 330 chilometri di larghezza, seguono 3 Juno e 9 Metis.